# Tullio Carminati
Tullio Carminati, född 21 september 1894 i Zadar, Österrike-Ungern (nu Kroatien), död 26 februari 1971 i Rom, Italien, var en italiensk skådespelare. Under 1910-talet medverkade han i italienska stumfilmer. 1929 gjorde han succe på Broadway i Strictly Dishonorable som kom att spelas fram till 1931. Senare fick han filmroller i Hollywood och känns idag kanske främst igen i en biroll i Audrey Hepburn-filmen Prinsessa på vift från 1953.

## Filmografi, urval
- 1926 – Hertiginnan av Buffalo
- 1926 – Mysteriet Flädermusen
- 1933 – Kärlekens gåta
- 1935 – Natten är vår
- 1937 – Det hände i London
- 1950 – Djävulens bländverk
- 1953 – Prinsessa på vift
- 1956 – Krig och fred
- 1959 – El Cid
- 1963 – Kardinalen